# William Barnes Steveni
James William Barnes Steveni (* 1859 oder 1860 in Kingston upon Hull, Großbritannien; † 1944 in Bromsgrove, Großbritannien) war ein britischer Journalist und Schriftsteller.

## Werke über Russland
Ab 1887 unterrichtete er als Englisch-Professor in der russischen Hauptstadt Petersburg, wo er z. B. Lew Nikolajewitsch Tolstoi traf. Als Korrespondent des Londoner Daily Chronicle in Petersburg (ab 1914 Petrograd) schrieb er von 1892 bis 1917 mehrere Bücher zu politischen, militärischen, sozialen, kulturellen, ethnologischen und historischen Aspekten der Situation Russlands am Vorabend des Ersten Weltkriegs bzw. der Revolution.

## Werke über Schweden

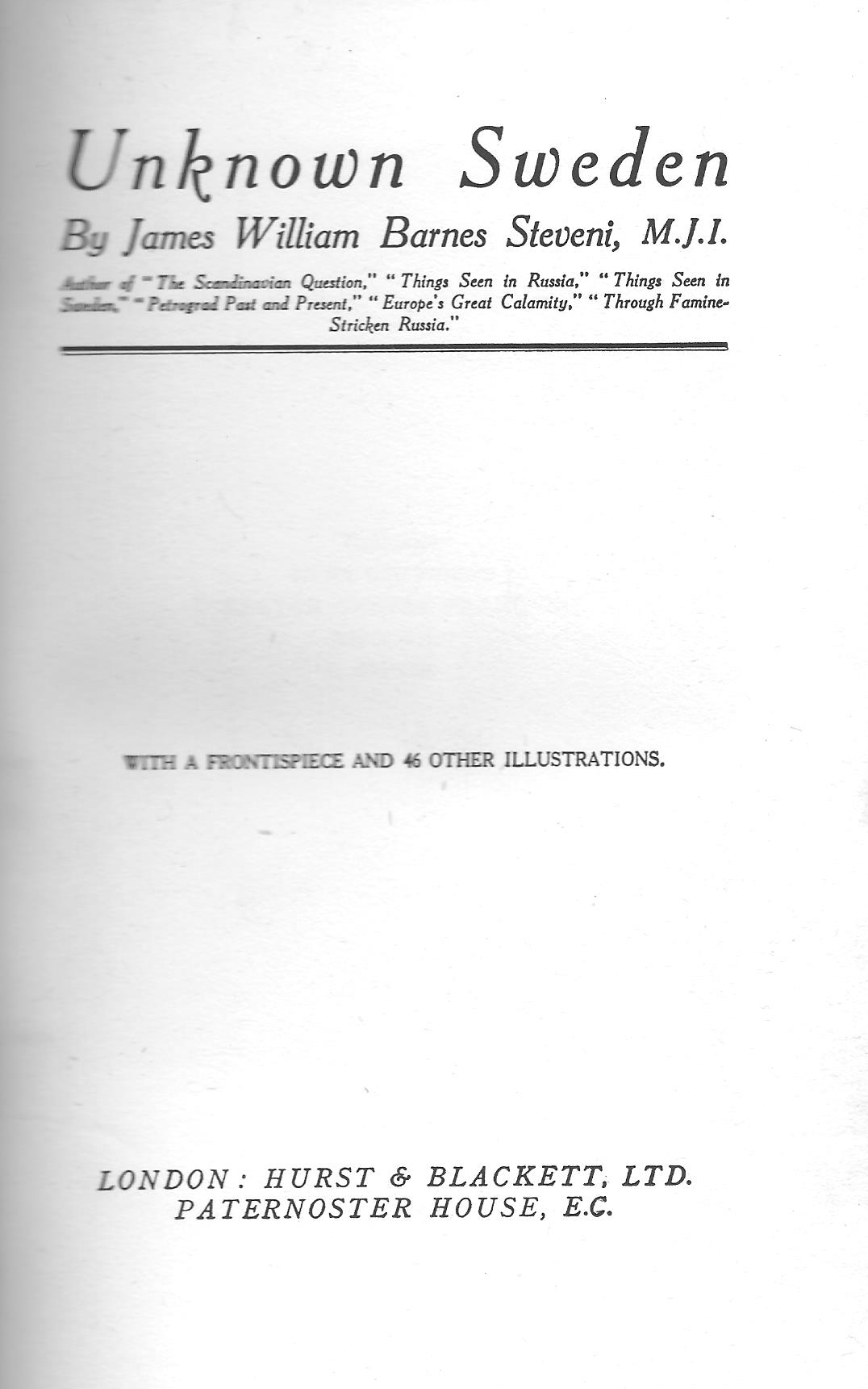
Unknown Sweden enthält bizarre und umstrittene Behauptungen

In Werken über Skandinavien bzw. Schweden betonte er wiederholt seine vermeintlich skandinavische Abstammung und nahm zu politischen, historischen und ethnologischen Aspekten zumeist eine proschwedische bzw. antidänische/antinorwegische Position ein. Seine Werke enthalten zahlreiche (auf Dialektstudien, Ortsnamenvergleichen und Schädeluntersuchungen basierende) umstrittene Behauptungen und rassentheoretische Überzeugungen, in Unknown Sweden z. B.
- das südschwedische Schonen (Skåne) sei schon 10.000 bis 50.000 Jahre vor unser Zeitrechnung besiedelt und nicht nur die Urheimat aller germanischen bzw. „arischen“ Völker gewesen, sondern auch die der Völker von Atlantis
- der vorderorientialische Baal-Kult stamme aus Skandinavien
- die Odin folgenden Asen seien Asiaten (hunnisch-türkische Völker) gewesen
- Beowulf stamme aus Bohuslän
- die antiken Kimbern seien keine Germanen, sondern germanisierte Kelten gewesen; ihre Heimat soll nicht die Kimbrische Halbinsel (Jütland), sondern Schonen gewesen; die Kimbern seien eines der bronzezeitlichen Seevölker gewesen
- die Kelten seien (von Osteuropa und Nordasien kommend) über die Åland-Inseln nach Schonen eingewandert, hätten sich dort mit den Germanen vermischt und von dort nach Nordwesteuropa ausgebreitet
- Schonen sei trotz der jahrhundertelangen dänischen „Okkupation“ im Wesen stets urschwedisch gewesen
- Urheimat der Dänen sei nicht Schonen, sondern Danmark in Uppland gewesen
- der Normanne Rollo sei weder Däne noch Norweger, sondern eigentlich Schwede (aus Schonen) gewesen
- die Einwohner East Yorkshires (speziell jene in Holderness) seien nicht Nachkommen dänischer Wikinger, sondern Nachkommen schwedischer Wikinger (aus Uppland)
- schwedische Wikinger seien nicht erst im 8., sondern schon 3. Jahrhundert an den englischen Küsten erschienen, teilweise seien sie mit den ersten Sachsen verwechselt worden

## Familie
Vorübergehend wieder in Großbritannien, hatte er 1901 Bessie Winifred Jerman Lulham (1875–1955) geheiratet, die ihm Sohn William Oscar Steveni (1904–1968) gebar.

## Veröffentlichungen (Auswahl)
- Through Famine-Stricken Russia (1892)
- The Scandinavian Question (1905)
- Things seen in Russia (1913)
- Petrograd, past and present (1914)
- The Russian army from within (1914)
- Things seen in Sweden (1915)
- How to do business with Russia; hints and advice to business men dealing with Russia (1917)
- Europe’s Great Calamity: The Russian Famine, An Appeal for the Russian Peasant (1922)
- Unknown Sweden (1925)